# Stadio municipale (Bielsko-Biała)
Lo Stadio municipale (in polacco Stadion Miejski) è uno stadio polacco della città di Bielsko-Biała.

## Storia
Ha ospitato alcune partite del campionato mondiale di calcio Under-20 del 2019.

## Eventi

### Calcio

#### Campionato mondiale Under-20 2019
Le partite che seguono sono state giocate allo stadio durante Polonia 2019:
| Data           | Tempo (CEST) | Squadra numero 1   | Ris.            | Squadra numero 2   | Fase del torneo  | Spettatori |
| -------------- | ------------ | ------------------ | --------------- | ------------------ | ---------------- | ---------- |
| 24 maggio 2019 | 20:30        | Ucraina U-20       | 2 - 1           | Stati Uniti U-20   | Girone D         | 4 310      |
| 25 maggio 2019 | 18:00        | Portogallo U-20    | 1 - 0           | Corea del Sud U-20 | Girone F         | 6 344      |
| 27 maggio 2019 | 20:30        | Stati Uniti U-20   | 2 - 0           | Nigeria U-20       | Girone D         | 3 427      |
| 28 maggio 2019 | 18:00        | Portogallo U-20    | 0 - 2           | Argentina U-20     | Girone F         | 11 874     |
| 30 maggio 2019 | 20:30        | Nigeria U-20       | 1 - 1           | Ucraina U-20       | Girone D         | 3 143      |
| 31 maggio 2019 | 20:30        | Sudafrica U-20     | 1 - 1           | Portogallo U-20    | Girone F         | 7 429      |
| 4 giugno 2019  | 20:30        | Argentina U-20     | 2 - 2 (3-4 dtr) | Mali U-20          | Ottavi di finale | 9 146      |
| 8 giugno 2019  | 20:30        | Corea del Sud U-20 | 3 - 3 (3-2 dtr) | Senegal U-20       | Quarti di finale | 10 627     |